# Тримпорт
Тримпорт (нем. Trimport) — община в Германии, в земле Рейнланд-Пфальц. 
Входит в состав района Айфель-Битбург-Прюм. Подчиняется управлению Битбург-Ланд.  Население составляет 292 человека (на 31 декабря 2010 года). Занимает площадь 2,19 км².